# Villiers-Saint-Orien
Villiers-Saint-Orien är en kommun i departementet Eure-et-Loir i regionen Centre-Val de Loire strax norr om centrala Frankrike. Kommunen ligger i kantonen Bonneval som tillhör arrondissementet Châteaudun. År 2022 hade Villiers-Saint-Orien 162 invånare.

## Befolkningsutveckling
Antalet invånare i kommunen Villiers-Saint-Orien
Referens:INSEE